# دينيس لاينزماير
دينيس لاينزماير (بالألمانية: Denis Linsmayer)‏ (19 سبتمبر 1991 ببيرمازنز في ألمانيا - ) هو لاعب كرة قدم ألماني في مركز الوسط. لعب مع نادي ساندهاوزن ونادي كايزرسلاوترن و1. FC Kaiserslautern II ‏.

## روابط خارجية
- دينيس لاينزماير على موقع قاعدة بيانات كرة القدم.إي يو (الإنجليزية)
- دينيس لاينزماير على موقع بيانات كرة القدم. دي إي (الألمانية)
- دينيس لاينزماير على موقع عالم كرة القدم.نت (الإنجليزية)